# Staniewice (przystanek kolejowy)
Staniewice – zlikwidowany przystanek Sławieńskiej Kolei Powiatowej w Staniewicach w województwie zachodniopomorskim, w Polsce. Początkowo stacja, później przystanek, znajdował się na rozebranej linii ze Sławna do Ustki.